# Haliczky András Frigyes
Haliczky András Frigyes (németül: Andreas Friedrich Haliczky, latinul: Andreas Fridericus Haliczky, Bát, Hont vármegye, 1753. január 16. – Pest, 1830. április 12.) bölcseleti doktor, egyetemi tanár.

## Élete
A papi pályára lépett, és Bécsben végezte a teológiát, ezen pályát azonban elhagyta s a tanári képzőt hallgatta ugyanott. Azután gimnáziumi tanár volt Nagyszombatban, Besztercebányán, 1776-ban Budán és 1787-től a humaniorákat tanította Trencsénben. 1792. április 5-én a Pesti Egyetemen a német nyelv és irodalom tanárának nevezték ki 600 forint fizetéssel, a tanszékét május 14-én foglalta el. 1827. október 31-én nyugalomba vonult 800 forint évi nyugdíjjal és a nagy arany emlékéremmel. Pesti könyvvizsgálói minőségben is működött. Nevét Halitzkynak is írta.

## Művei
- Die Dauer der Freundschaft an Ludw. v. Lindner, vor dessen Abreise nach Mexico, wo er nunmehr Professor der Chemie ist. Neusohl, 1787.
- Lob Ungarns, ein Gedicht in deutschen Jamben, dem edlen Jünglinge Carl von Kempelen gewidmet. Ofen, 1787.
- Kriegs-Lied eines k. k. Hussaren bei Jassy. Ofen, 1788.
- Neujahrsgedichte auf den 1. Jäner 1788. dem Herrn Carl Gruber von Grubenfels zugeeignet von A. F. H. Ofen, 1788.
- Rechenkunst für Gymnasien. Übersetzt. Ofen, 1788-89. Három rész.
- Schematismus des Königreichs Hungarn, und der dazu gehörigen Theile, für das Jahr 1790. Ofen. (Névtelenül.)
- Antrittsrede bei Eröffnung des Lehrstuhles der deutschen Sprache u. Literatur. Gehalten den 14. Mai 1792. Ofen.
- Artikel des Ofener Reichstages vom Jahre 1792. Aus dem Lateinischen übersetzt. Pest. (Névtelenül.)
- Gedicht zur Namensfeyer der Frau Elise v. Trottner. Gewidmet von sämmtlichen Kunstgenossen. Pest den 19. Nov. 1794. Hely n.
- Elegie auf Hannchens Tod an Hrn. Ignaz von Fröhlich. Pest, 1795.
- Epistel an Hrn. Ignaz Fröhlich. Pest den 1. Mai 1795. (Költemény.)
- Klaglied auf den Tod des Erzherzogs von Oesterreich und Palatinus von Ungarn A. 1795. XXIV. Sept. Pest.
- Ode auf die feierliche Ankunft Sr. königl, Hoheit des Erzherzoges von Oesterreich Joseph Anton als Höchstdieselben die Würde des Statthalters von Ungarn antraten. Pesten, 1795.
- Ode dem Andenken Sr. Excellenz des nunmehr verherrlichten Grafen Joseph Teleki von Szék, Obergespanns der löbl. Ugotscher Gespannschaft gewidmet. Pest, 1796.
- Der edle Mann in einem Liede. Von H. Wien, 1796.
- Epistel an I. I. Stunder. Pesth, 1797. (Költ.)
- Ode auf die freudenreiche Ankunft ihrer kaiserl. Hoheit Alexandra Pawlowna Grossfürstin aller Reussen der hohen anvermählten Sr. königl. Hoheit Josephs Antons Erzherzogs v. Oesterreich und Palatinus des Königreichs Ungarn. Ofen. 1800.
- Ode auf... Laurentius von Festetics, erstgebornen Sohns des k. k. Kämmerers Anton Festetics von Tolna. Pesth, 1802.
- Danzer J. C., Systema generale stenographiae Samuelis Taylor... ad linguam latinam accomadavit. Pesth, 1802. (Schedius Lajossal együtt fordította.)
- Ad Aloysium Privitzer... consilii... eg. littlis hgrci concipistam, et incl. cottus Baranyensis tab. jud. assessorem. Pesthini. 1803.
- In memoriam diei, quem Pesthum urbs libera atque regia seculo a recuperatis postliminis privilegiis absoluto celebravit 10. calend. Novemb. 1803. Pesthini.
- Rechenkunst zum Gebrauche der Gymnasien. Ofen, 1803. (Jutalommal kitüntetett mű.)
- Epitaphium in sepulchro dni Ernesti Végesy protribuni caes. reg. incisum. Pestini. (1804.)
- Handbuch des Reitens zum Behuf der Offiziere bei der Cavallerie. Aus d. Französ. übersetzt. Pestini, 1805.
- Ode auf den Tod des Gr. Jos. Teleki... 1805.
- Paucula epigrammata. Pestini, 1807.
- De carmine Aurelii ad Venerem. (Pestini, 1807. Költ.)
- Ad legatum M. Britanniae D. Bathurst ex Hungaria in patriam redeuntem. Pestini, 1809.
- Dienst-Reglement für die Infanterie des Adels von Ungarn bei der Insurrection. Pestini, 1809.
- Abrichtungs-Reglement der Insurrection des Adels in Ungarn. Pestini, 1809.
- Exercier-Reglement für die Infanterie der Insurrection des Adels. Pestini, 1809.
- Reglement für die Bürger-Miliz im Königreich Ungarn. Pestini, 1809.
- Gedicht an Herrn Ladislaus Vida von Felső-Pencz und Fegyvernek, als derselbe die Direction der ungr. nation. Schauspieler Gesellschaft übernahm, und auf eigene Kosten ein Theater errichtete. Pesth, Hornung, 1809, Übersetzt. Ofen, 1810. (Szemere Pál költeménye, a magyar szöveggel együtt. Ism. Annalen der Literatur. Wien, 1811. III. 75.)
- Ad Alex. Madách de Stregova et Kelechin diem onomasticum celebrantem. 15. calendas Aprilis 1810. Hely n.
- Methodus ex dulci succo caulium zeae mays decerpto ante fructu syrupum et zacharum conficiendi. Germanico sermone edidit Ivan. Neuhold, latinum convertit... Budae. 1812.
- Dissertatío de saccharo quod ex caulium Zeae mais acerisque succo producitur. Ad compend. germanico stilo redegit L. Mitterpacher, latine reddidit... Budae. 1813. (Burger János munkája után.)
- Auszug aus Chaptal's Rosier's Parmentier's und Dussieux's Abhandlungen über den Bau des Weinstock's und über die Kunst Wein, Brantwein und Essig zu bereiten. Aus dem Lateinischen des Abtes Ludwig Mitterpacher übersetzt. Budae, 1814.
- Inscriptiones adventui summorum Europae principum Francisci, Alexandri et Friderici Vilhelmi Budae Pesthique VII. calend. Novembris 1814. celebrato accomodatae. Budae.
- Belehrung und Vorbeugungs- u. Heilmittel gegen die Seuchen des Hornviehes, wie auch gegen die epidemisch ansteckenden, u. gegen einige sporadische Krankheiten d. Pferde, Schafe u. Schweine. Aus dem Lateinischen übersetzt. Budae, 1816.
- Memoria viri immortali laude digni e sepulcro in lucem revocata. Budae, 1826. (Kitaibel Pál emlékére.)
- Szerkesztette a pesti Ephemerides politico-litterariae c. hetilapot Spielenberg halála után 1791-92-ben.
- Költeményei jelentek meg a pesti Musen-Almanachban (1801, 1804, 1809), az Ungarische Miscellenben (III. 1805.) és a Vaterländischer Almanachban (1821).